# Texas sud-orientale
Il Texas sud-orientale (in inglese Southeast Texas) è una regione statunitense situata nell'angolo sud-orientale dello Stato del Texas. Essa costituisce in realtà una subregione del Texas orientale.
La zona è geograficamente incentrata attorno alla aree metropolitane di Houston-Sugar Land-Baytown e Beaumont-Port Arthur.